# Vanduzea arquata
Vanduzea arquata är en insektsart som beskrevs av Thomas Say. Vanduzea arquata ingår i släktet Vanduzea och familjen hornstritar. Inga underarter finns listade i Catalogue of Life.